# Мухаммад Али (художник, работал в Индии)

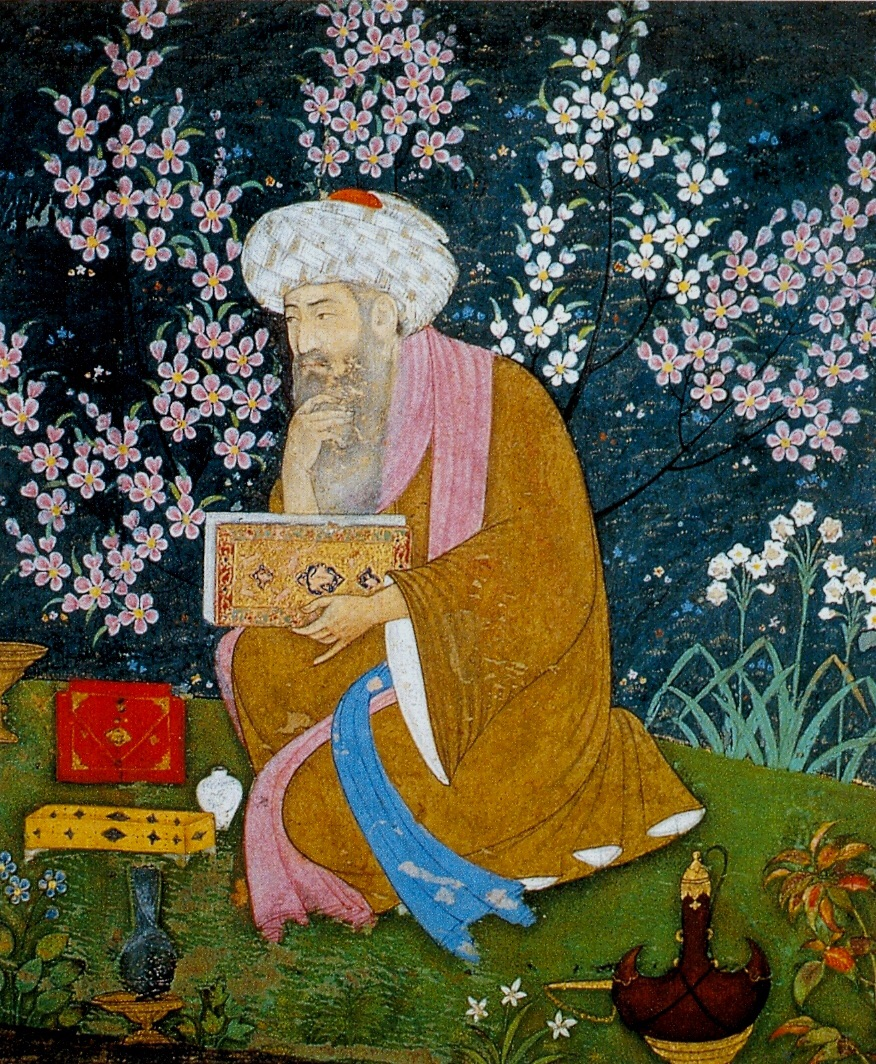
Мухаммад Али. Задумавшийся мужчина. ок. 1610 г. Бостон, МИИ.

Мухаммад Али (работал в 1600—1625 годах в Индии) — персидский художник.
Подпись с его именем обнаружена на трех произведениях: «Задумавшийся мужчина» (или «Сидящий поэт», Бостон, МИИ), «Юноша читающий книгу» (Галерея Фрир, Вашингтон), и рисунке с изображением девушки (Коллекция Бинни, Сан Диего, Калифорния). Последний подписан «Мухаммад Али Джахангир Шахи», и это, естественно, привело к заключению, что художник работал при дворе могольского императора Джахангира (1605—1627). Кроме трех указанных произведений художнику приписывается великолепная миниатюра «Принц на охоте» (Собрание Садруддина Ага-хана, Женева). Эта работа вместе с миниатюрой из галереи Фрир демонстрирует некоторую зависимость от произведений Фаррух Бека. В гораздо большей мере это можно сказать о миниатюре «Задумавшийся мужчина», поскольку одной из излюбленных тем Фаррух Бека было изображение пожилых, умудренных знаниями и опытом мужчин.

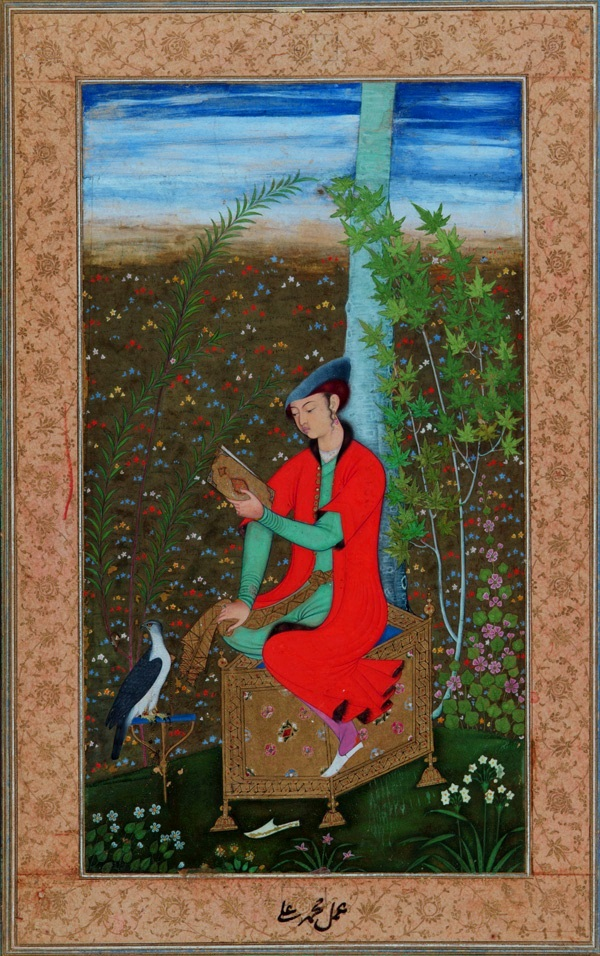
Мухаммад Али. Юноша читающий книгу. ок.1610 г. Галерея Фрир, Вашингтон.

Американский исследователь С. К. Уэлч считает возможным, что Фаррух Бек во время своей поездки к могольскому двору, и позднее, когда он стал работать в китабхане Ибрагима Адилшаха II, брал молодого художника с собой. Вероятно, из Биджапура, столицы адил-шахов, к двору Джахангира они возвращались тоже вместе. Во всяком случае, на миниатюре «Задумчивый мужчина» нижний левый угол с натюрмортом, состоящим из приборов, которые надлежало иметь всякому писателю, поэту, или просто интеллектуалу, практически списан с миниатюр Фаррух Бека.

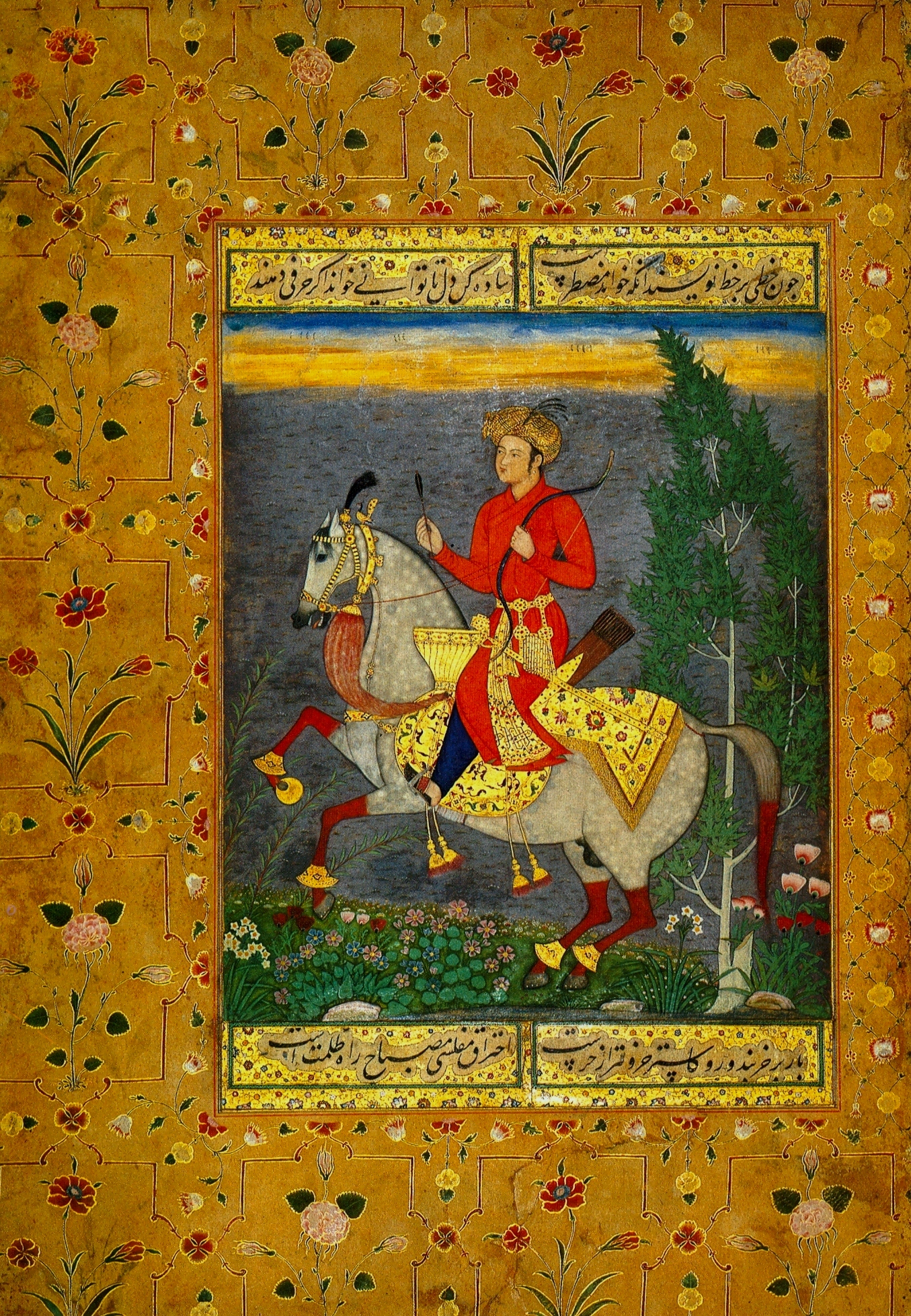
Мухаммад Али. Принц на охоте. ок. 1625 г. Коллекция Садруддина Ага-хана, Женева.

Некоторые исследователи высказывают мнение, что Мухаммед Али в основном занимался иллюминированием рукописей (то есть рисовал узоры), потому что существует крайне мало его миниатюр, а те, что есть, демонстрируют ученическую зависимость от более опытного и известного мастера. Предполагается, что именно в этом качестве Фаррух Бек брал его с собой в поездки. Существует портрет некоего Мухаммада Али Музаххиба Ширази, который в 1611-12 гг нарисовал Риза-йи-Аббаси. Ученые считают, что портрет изображает именно этого художника, а создан он был после того, как Мухаммад вернулся из Индии. Так или иначе, но замечательные произведения, оставленные этим мастером, демонстрируют истинно персидские утонченность и эстетизм. Они изображают не конкретных людей, а идеализированные символы, выражающие мудрость старости, а также тягу к знаниям и удаль юности.